# Estado NOON
Um estado NOON é um estado emaranhado de muitos corpos da mecânica quântica:
{\displaystyle |\psi _{\text{NOON}}\rangle ={\frac {|N\rangle _{a}|0\rangle _{b}+e^{iN\theta }|{0}\rangle _{a}|{N}\rangle _{b}}{\sqrt {2}}},\,}
que representa uma superposição de N partículas no modo a com zero partículas no modo b e vice-versa. Geralmente, as partículas são fótons, mas, em princípio, qualquer campo bosônico pode suportar estados NOON.

## Applications
Os estados NOON são um conceito importante na metrologia quântica e na detecção quântica por sua capacidade de fazer medições de fase de precisão quando usadas em um interferômetro óptico. Por exemplo, considere o observável
{\displaystyle A=|N,0\rangle \langle 0,N|+|0,N\rangle \langle N,0|.\,}
O valor esperado de {\displaystyle A} para um sistema em estado NOON alterna entre +1 e −1 quando a fase muda de 0 para {\displaystyle \pi /N}. Além disso, o erro na medição de fase torna-se
{\displaystyle \Delta \theta ={\frac {\Delta A}{|d\langle A\rangle /d\theta |}}={\frac {1}{N}}.}
Esse é o chamado limite de Heisenberg e fornece uma melhoria quadrática sobre o limite quântico padrão
. Os estados NOON estão intimamente relacionados aos estados dos gatos Schrödinger e GHZ e são extremamente frágeis.